# Tratat de Anatomie umană (L. Testut)
Tratat de Anatomie umană, autor Léo Testut (în franceză Traité d'Anatomie humaine – par L. Testut) este unul dintre cele mai cuprinzătoare tratate de anatomie umană.
Autorul său principal a fost, alături de André Latarjet⁠(fr)[traduceți] (cel care a preluat începând cu 1925 dezvoltarea tratatului), unul dintre cei mai proeminenți anatomiști și profesori de anatomie umană care au trăit vreodată.

## Caracteristici

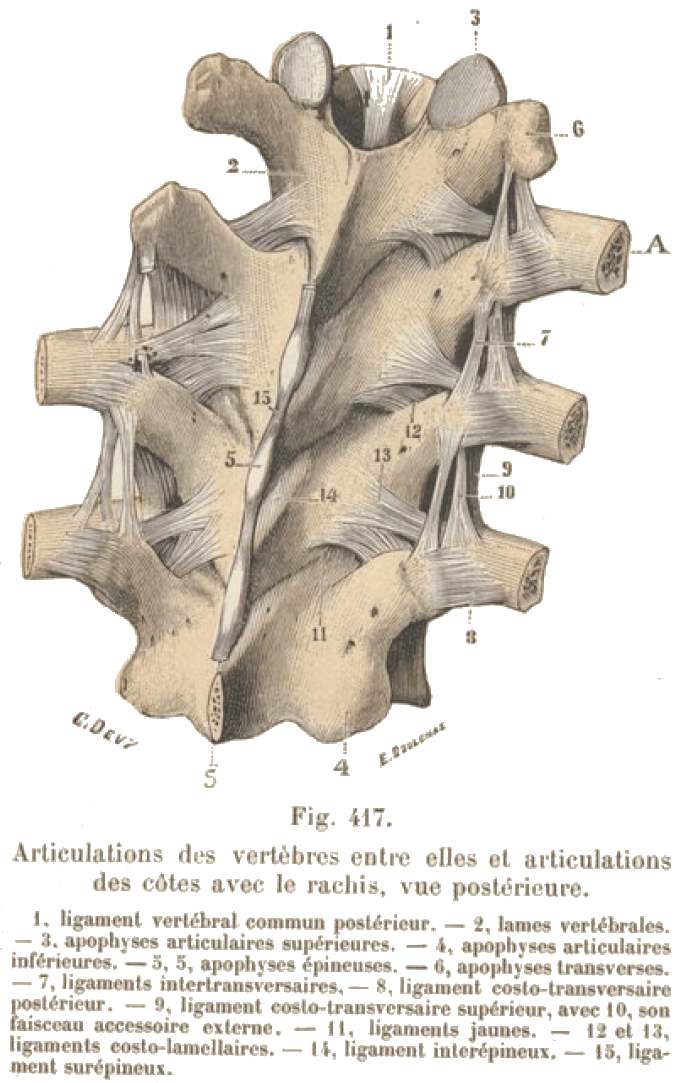
Desen de G. Devy, din ediția a IV-a

Tratatul lui Testut are drept caracteristici descrieri precise ale corpului uman, îmbogățite cu concepte antropologice și filozofice, conținând desene anatomice excelente. Cea mai mare parte a celor 4144 ilustrații foarte detaliate (4432 în cea de-a opta ediție și numai 1074 în cea din 1960), multe dintre ele în culori, au fost realizate de către G. Devy și S. Duprey.
În școlile medicale circulă o anecdotă, potrivit căreia profesorul Testut ar fi folosit pentru scrierea tratatului propriile sale note de curs și desene de pe vremea studenției sale, concepute după ce ar fi picat de mai multe ori examenul de anatomie.
Ediția a opta din 1925 avea deja 5062 de pagini.

## Ediții
Până în 1925 (anul morții autorului) au apărut 8 ediții. Prima sa ediție avea patru volume și a fost publicată în 1887, iar cea de-a doua – la care au colaborat și G Férreo și L. Vialleton - a apărut în 1893.
Cea de-a treia ediție a apărut în 1895, moment în care alături de Testut, Férreo (pentru partea de histologie) și Vialleton (pentru partea de embriologie) a apărut ca și contributor G. Devy (tot pentru partea de embriologie). A patra ediție a fost publicată în 1898, a cincea în 1904, a șasea în 1911, a șaptea în 1921. Primele șapte ediții au fost de fiecare dată revizuite de către Testut.

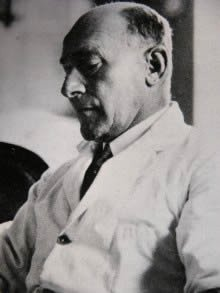
André Latarjet

Începând cu ediția a VIII-a din 1925, tratatul a început să încorporeze munca marelui său elev și succesor André Latarjet⁠(fr)[traduceți], care a preluat drepturile (donate de Testut), revizuirea și dezvoltarea acestuia, coordonând apariția de noi ediții. Acesta s-a dedicat îmbogățirii tratatului în calitate de coautor, astfel că din 1925 respectiva lucrare (care în acel an a ajuns la 5 volume) a început să fie cunoscută sub numele de „Testut-Latarjet”.
Ediția a IX-a a apărut în 1948. O nouă ediție a apărut în 1960, fiind revizuită și extinsă de Michel Latarjet, fiul lui André Latarjet, ce era la rândul său medic chirurg și profesor de anatomie la Lyon. Ultima ediție a apărut în 1978.

## Recunoaștere
În anul 1902 lucrarea a fost distinsă cu Premiul Santour al Academiei Naționale Franceze de Medicină, iar începând cu anul 1910 tratatul a început să fie tradus în alte limbi precum limba spaniolă, italiană, germană etc.
Tratatul rămâne una dintre lucrările de referință în domeniu, fiind considerat cel mai cunoscut dintre manualele clasice de anatomie. Deși publicat la origine în secolul al XIX-lea, lucrarea încă își păstrează actualitatea, continuând să fie folosită ca manual sau sursă de inspirație în mai multe facultăți de medicină din America Latină și Europa.